# لغة نيلية جنوبية
اللغات النيلية الجنوبية هي أحد الفروع الرئيسية لعائلة اللغات النيلية، يتم التحدث بها بشكل رئيسي في غرب كينيا وشمال تنزانيا وشرق أوغندا.

## التقسيمات
وتنقسم اللغات النيلية الجنوبية عموما إلى ثلاث مجموعات، كالينجين، أوتوميك، وداتوغا، ويبدو أن اللغات النيلية الجنوبية قد تأثرت بشكل كبير باللغات الكوشية.